# Be the One (singel The Ting Tings)
Be the One – szósty singel promujący album zespołu The Ting Tings. Jego premiera odbyła się na początku sierpnia 2008 za pośrednictwem strony HandBag.

## Teledysk
Premiera teledysku odbyła się 10 sierpnia 2008 roku. Katie występuje tam jako kobieta, która ucieka ze szpitala, a za nią przesuwa się tablica z emitowanym tłem.